# Earophila defasciata
Earophila defasciata fue una división taxonómica para una especie de polilla perteneciente a la familia Geometridae, descrita por primera vez por Barend Jan Lempke en 1950. Carece de descripción de su especie holotipo, poco se supo de esta polilla.
La especie se mantuvo como un nombre taxonómico aceptado provisionalmente hasta que se presentasen más datos concluyentes. El nombre fue finalmente borrado del Global Biodiversity Information Facility en febrero de 2018. En algunas bases de datos es puesta como sinonimia de Anticlea defasciata, a su vez sinónimo de Anticlea badiata.